# هوانگ‌سوکسان
هوانگ‌سوکسان (به کره‌ای: 황석산، به انگلیسی: Hwangseoksan) کوهی در جنوب شرق کره جنوبی، در استان گیونگ‌سانگ جنوبی است. ارتفاع این کوه ۱٬۲۳۵ متر است.